# ألياف نانوية

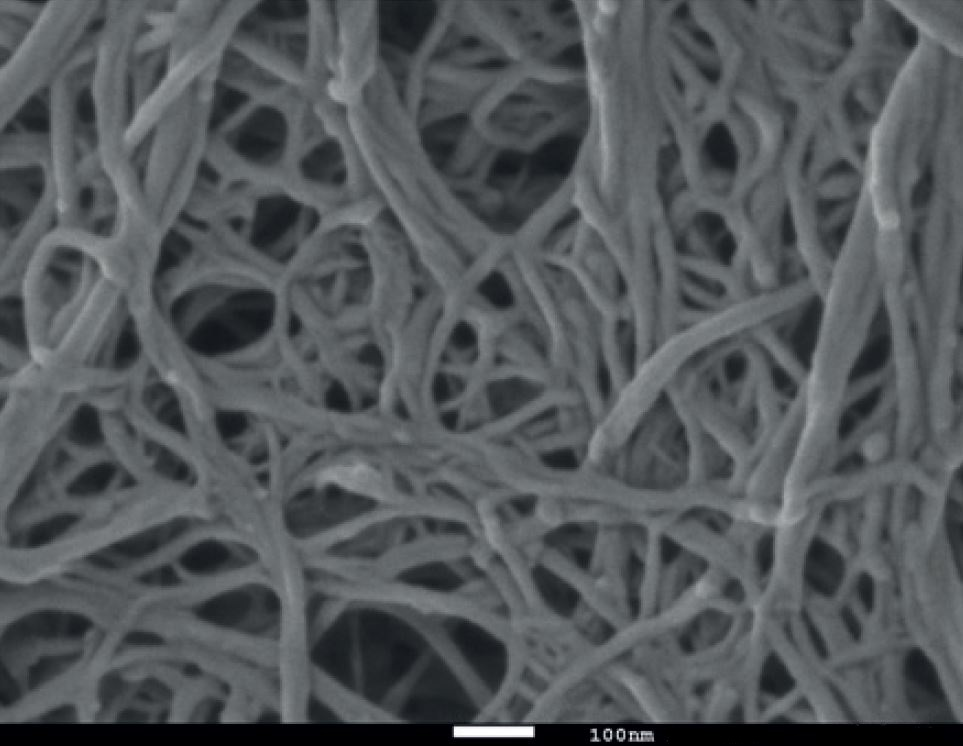

تُعَرَّف الألياف النانوية (بالإنجليزية: nanofiber) على أنها ألياف تقاس أبعادها بـ 100 نانومتر. ويمكن إنتاجها من خلال عمليتي البلمرة البينية والغزل الكهربائي. كما تعد الألياف النانوية الكربونية أليافاً ممغنطة يتم إنتاجها من خلال عملية التركيب الحفاز. ولمعلوماتٍ حول الألياف النانوية الضوئية اطلع على SDOF(بالإنجليزية: subwavelength-diameter optical fiber).

## التركيب
يمكن الحصول على الألياف النانوية الصناعية والتي قد يطلق عليها (ألياف نانوية خزفية) من أنواعٍ مختلفةٍ من المواد الصناعية من خلال استخدام تقنية الغزل الكهربائي. وتعد أكثر المواد الخزفية ذكراً في الأحاديث والتي تتسم بشكل الألياف النانوية كلاً من ثنائي أكسيد التيتانيوم (TiO2)، ثنائي أكسيد السيليكون (SiO2)، ثاني أكسيد الزركونيوم (ZrO2)، أكسيد الألومنيوم (Al2O3)، تيتانات الليثيوم (Li4Ti5O12)، نيتريد التيتانيوم (TiN)، وكذلك البلاتين (Pt). وغالباً ما تتم عملية التركيب أو التصنيع على مرحلتين. تتمثل الأولى منهما في تصنيع الألياف النانوية المبلمرة (العضوية) من خلال استخدام طريقة الغزل الكهربائي التقليدية. وبمجرد تجهيزها، يتم تحويل الألياف النانوية البوليمرية والمكونة من الأملاح الغير عضوية أو المركبات العضوية الفلزية إلى خزفيات بستخدام المعالجة الحرارية.

## تطبيقات متوقعة
- الطب: مكونات الأعضاء الاصطناعية، هندسة الأنسجة، زراعة الأعضاء، توصيل الدواء، تضميد الجروح، المواد النسيجية الطبية.
- مواد الحماية: مواد امتصاص الصوت، ملابس وقائية ضد عوامل الحرب الكيميائية والبيولوجية، تطبيقات الاستشعار لاستكشاف العوامل الكيميائية.
- النسيج: الملابس الرياضية، الأحذية الرياضية، لاتسلق، ملابس الوقاية من المطر، ملابس الخروج، حفاضات الأطفال.
- الترشيح: استخدام مرشحات بنظام (التدفئة والتهوية وتكيف الهواء)، مرشحات HEPA (الكفاءة العالية في الإمساك بالجسيمات)، مرشحات ULPA عالية الكفاءة في الإمساك بالجسيمات الهوائية متناهية الصغر، الهواء، الزيت، مرشحات الوقود للمركبات، مرشحات للشرب، الصيدلة، التطبيقات الطبية.
- في إحدى الدراسات: أدى الجمع فيما بين خلايا جذعية عصبية مع الألياف النانوية الكربونية إلى تجديد النسيج العصبي داخل مخ الفئران التي كانت تعاني من سكتة دماغية محاكاة. إلا أنه من جانبها، لا تسطيع أيٍ من الألياف النانوية أو الخلايا الجذعية أن تُشفي الفئران.
- المناديل ذات الألياف النانوية التي تحتوي على أجساماً مضادةً ضد العديد من المواد الخطيرة الحيوية والكيميائية، حيث تشير إلى وجود مثل تلك المخاطر بتغيير اللون (و من ثم تصبح مفيدة بصورة كبيرة في اكتشاف البكتريا داخل المطابخ).
- أما في معالجة الجروح فتتجمع ألياف النانو وتبقى قائمةً، ما يساعد على جلب عوامل النمو الخاصة بالجسم إلى مكان الإصابة.
- طورت شركة دونالدسن وسيلة ترشيح من الألياف النانوية لتطبيقات ترشيح الهواء والسوائل، ومنها على سبيل المثال المكنسة الكهربائية.
- خلية شمسية صبغية
- الصباغ المطلوب لمستحضرات التجميل
- الطاقة: بطارية ليثيوم أيون، الخلية الشمسية الفولتية الضوئية، خلايا الوقود الغشائية.
- المواد الناقلة (الحاملة) للعديد من العوامل المساعدة
- تنقية الهواء/الماء باستخدام التحفيز الصوري
- استخدام الطاقة الدقيقة لتشغيل الأجهزة الإلكترونية الشخصية من خلال استخدام الألياف النانوية الكهرومغناطيسية المنسوجة بأقمشة الملابس.

## ذاتية اللف
تم دراسة الألياف النانوية المجدولة ذاتيتاً بجامعة هارفارد. ويرتبط تأثيرها بالتوازن بين مرونة والتحام وتبخر المذيب. ومن ثم فتتضمن بعضاً من التطبيقات المتوقعة لها ما يلي:
- المواد التي قد تغير من الخصائص البصرية للماس.
- الإمساك بالجزيء وإطلاقه من أجل على سبيل المثال توصيل الدواء.
- تخزين الطاقة.
- المواد اللاصقة.